# Jeorjos Skotadis
Jeorjos Skotadis (gr. Γεώργιος Σκοτάδης; ur. 1874, zm. ?) – grecki strzelec, medalista Olimpiady Letniej 1906.
Wziął udział w 2 konkurencjach podczas Olimpiady Letniej 1906. W rewolwerze wojskowym z 20 m zdobył brązowy medal, przegrywając wyłącznie z Louisem Richardetem i Aleksandrosem Teofilakisem. Ponadto był na 22. miejscu w pistolecie dowolnym z 25 m.

## Wyniki

### Olimpiada Letnia 1906
| Igrzyska   | Konkurencja             | Wynik    | Miejsce | Źródło |
| ---------- | ----------------------- | -------- | ------- | ------ |
| Ateny 1906 | Pistolet dowolny, 25 m  | 204 pkt. | 22      | [ 2 ]  |
| Ateny 1906 | Rewolwer wojskowy, 20 m | 240 pkt. |         | [ 1 ]  |